# Airyantha borneensis
Airyantha borneensis là một loài thực vật có hoa trong họ Đậu. Loài này được (Oliv.) Brummitt miêu tả khoa học đầu tiên.